# Innovációk diffúziója
Az innovációk diffúziója (angolul diffusion of innovations)  Everett Rogers által kidolgozott diffúziós elmélet. Az innovációs diffúzió szerinte egy olyan folyamat, amely során a társadalom egy bizonyos szegmensében egy innováció ismertté válik. Ez függ az innováció jelentőségétől, a társadalom összetettségétől, szerkezetétől.

## Az elmélet meghatározása
Az elmélet alapja, hogy a terjedést egy kommunikációs folyamatnak kell tekinteni, ahol az újításra vonatkozó információk egy meghatározott csatornán keresztül terjednek szét bizonyos időtartamon belül a társadalomban. Ennek négy komponense van: 
- innováció jellege
- kommunikációs csatorna
- idő
- társadalmi rendszer

## A diffúziós elmélet komponensei

### Innováció
Ez egy olyan tárgy, gondolat, vagy eszköz, amelyet az egyén újnak ítél. A diffúzió mértékét, és ütemét öt szempont határozza meg:
- az előnye
- a kompatibilitása
- a komplexitása
- a kipróbálhatósága és
- a megfigyelhetősége.

### Kommunikációs csatorna
A folyamat:
- megismerés vagy az egyén találkozása az újítással
- vélemény kialakulása az innovációról (elutasítás vagy befogadás)
- értékelés.

### Az idő
Rogers szerint a diffúziós folyamat egy S- görbével írható le. Kezdetben kevés a felhasználó (újító), majd nő a csatlakozók száma (korai többség), utána pedig megint csökkenni kezd az adaptálók száma (kései többség). A sort a kevésbé integráltak zárják, nekik az újításokkal szemben nagy lemaradásuk van. Azok profitálhatnak a legtöbbet az innovációból akik utolsóként adaptálják.

### Társadalmi rendszer
Az innovációk adaptálásának folyamata egy közösségen belül zajlik, hiszen a korai adaptálók nélkül nincsen kései adaptáló, és fordítva. A diffúziós folyamatban a legfőbb kérdés, hogy mi lesz az egyén vagy a közösség döntése, ítélete az innovációról, amelyet meghozhat egyéni és kollektív szinten is.

## Külső hivatkozások
- Dessewffy Tibor – Galácz Anna: „A dolgok új rendje”, Technológiai diffúzió és társadalmi változás, Internet.hu 1, Aula, 2003